# Jardí dels Arabescos
El jardí dels Arabescos és un espai enjardinat situat just a sota del viaducte i a tocar de l'estació del metro de Vallcarca.

## Història i descripció
Ocupa el terreny d'una antiga finca popularment coneguda com la Casa dels Arabescos, una construcció d’estil neo-mossàrab-modernista entre l'avinguda de Vallcarca i el carrer de Gomis.
La finca era propietat de Joan Batllori, que el 1903 va afegir-hi reminiscències àrabs. Es trobava en un estat degradat i en comptes de restaurar-la va ser enderrocada, conservant-ne només els arcs i una torre quadrada, que s'han integrat en el nou jardí.

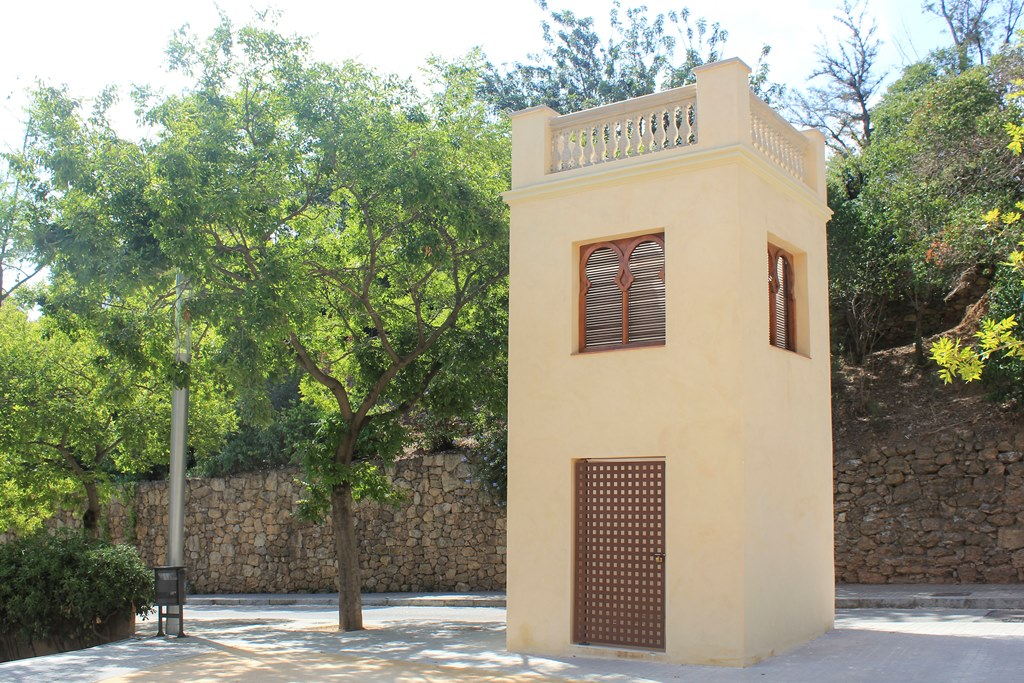
Casa dels Arabescos: la torre

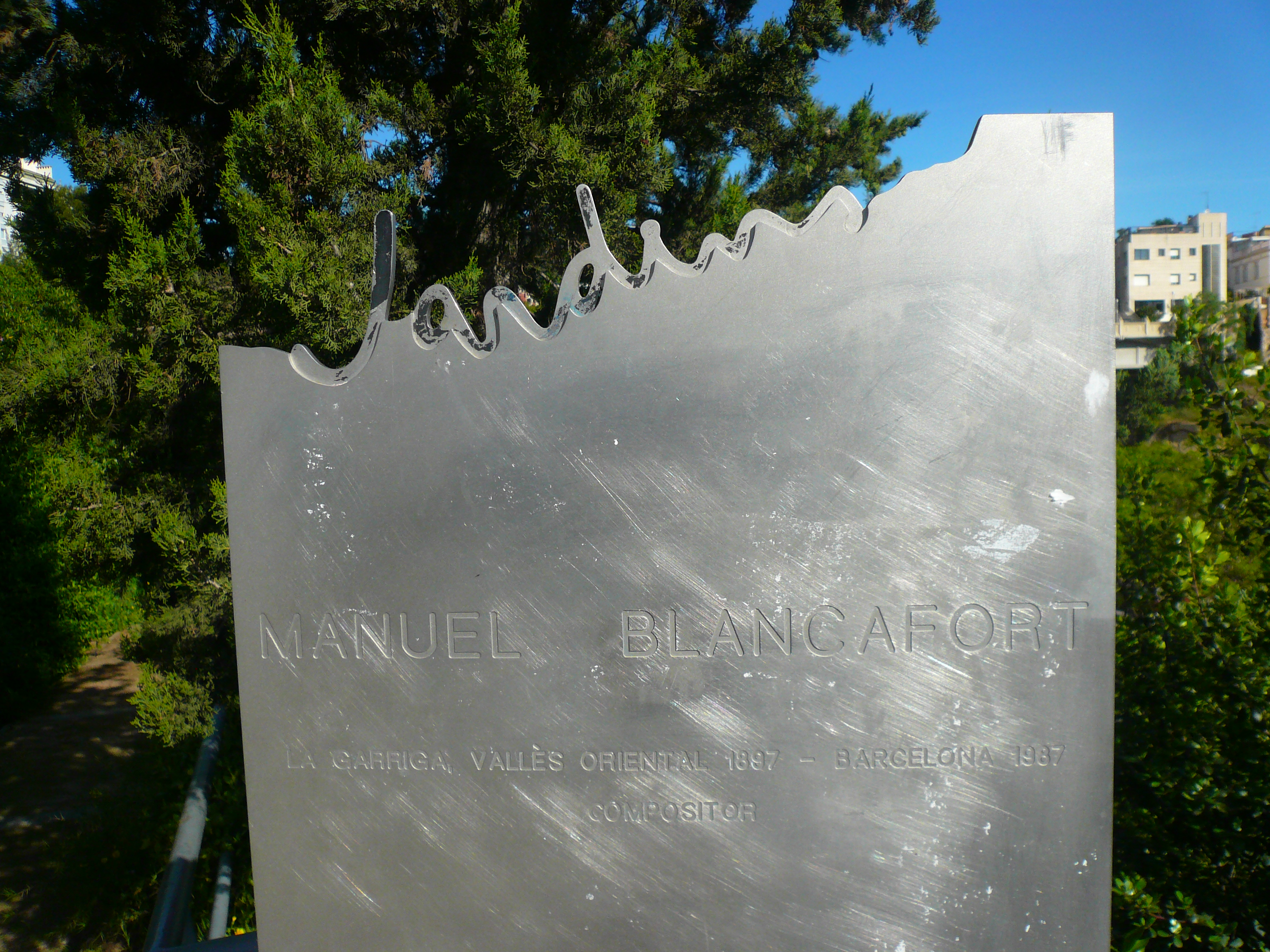
Placa commemorativa de Manuel Blancafort